# یوهنسدورف-برون
یوهنسدورف-برون (به آلمانی: Johnsdorf-Brunn) یک منطقهٔ مسکونی در اتریش است که در زودوست‌اشتایرمارک واقع شده‌است. یوهنسدورف-برون ۷٫۳۴ کیلومتر مربع مساحت دارد ۲۷۰ متر بالاتر از سطح دریا واقع شده‌است.